# 柏市立土中学校
柏市立土中学校（かしわしりつ つちちゅうがっこう）は、千葉県柏市増尾に所在する公立中学校。略称は「土中（つちちゅう、どちゅう）」。

## 概要
千葉県東葛飾郡に1954年(昭和29年)まで存在し、柏町・小金町・田中村と合併し、東葛市（現在の柏市）となった土村の村立中学校として、1947年（昭和22年）に設立された。
開校当初は近隣の土小学校の校舎を間借りしており、正式に校舎が竣工するまで3年の月日を要した。
柏市の南部校区を広く受け持っていたが、人口増加および、広い校区による長距離通学を解消するために2度の校区分離が行われている。現在は主に柏市立土小学校および柏市立増尾西小学校の児童が進学する校区となっている。

## 沿革
- 昭和22年4月 - 土村立土中学校として開校
- 昭和25年6月 - 校舎竣工
- 昭和27年3月 - 校舎増築落成
- 昭和29年9月 - 合併により東葛市立土中学校に名称変更（11月に「柏市立」となる）
- 昭和34年7月 - 講堂落成
- 昭和41年1月 - 第一校舎完成
- 昭和44年7月 - プール竣工
- 昭和49年3月 - 第二校舎竣工
- 昭和49年4月 - 柏市立南部中学校新設につき、校区を分離
- 昭和51年2月 - 屋内体育館竣工
- 昭和55年3月 - 増築校舎完成
- 昭和56年4月 - 柏市立逆井中学校新設につき、校区を分離
- 平成9年5月 - 第50周年記念式典
- 平成12年4月 - 給食室完成、給食開始

## 主な卒業生
- 国枝慎吾（プロ車いすテニス選手）[2][3]

## 交通
東武野田線（東武アーバンパークライン）増尾駅から徒歩10分